# Élection présidentielle tchèque de 2003
L'élection présidentielle tchèque de 2003 au suffrage universel indirect a lieu les 15, 24 et 28 février 2003, au cours de laquelle le Parlement élit le président. Les candidats sont l'ancien chef du gouvernement et membre de ODS Václav Klaus et le social-démocrate Jan Sokol.
Cependant, comme aucun candidat ne sort gagnant au premier ainsi qu'au second tour de scrutin, un troisième tour est alors organisé le 28 février. Václav Klaus est alors élu président de la République pour cinq ans avec plus de 53 % des voix.

## Système électoral
Le président de la République tchèque est élu au suffrage indirect par le Parlement réuni en séance commune des deux chambres, la Chambre des députés et le Sénat. Tout candidat doit être présenté par au moins dix députés ou dix sénateurs.
L'élection se déroule au scrutin uninominal majoritaire à plusieurs tours, chaque tour étant organisé dans les quatorze jours suivant le précédent. Au premier tour, un candidat doit pour être élu recevoir les voix de la majorité absolue des députés et des sénateurs, séparément et sur la base de l'ensemble de des membres de chacune des chambres. Soit 101 voix sur 200 à la chambre des députés, et 41 voix sur 81 au Sénat.
Si aucun candidat ne réunit ces deux majorités, un second tour est organisé entre le candidat arrivé en tête à la chambre des députés, et celui arrivé en tête au Sénat. Si deux candidats sont arrivés ex æquo en tête, ils sont départagés en comptant l'ensemble de leurs voix dans les deux chambres. Au cours de ce second tour, la majorité requise est abaissée à la majorité absolue des députés présents, toujours dans chacune des deux chambres.
Si toujours aucun candidat n'est élu, un troisième tour est organisé entre les deux mêmes candidats. Est alors élu le candidat réunissant la majorité absolue du total réuni des députés et sénateurs présents. En cas d'échec, une nouvelle élection est convoquée et le processus électoral repris depuis le début.